# ジゼル (歌手)
ジゼル（英: GISELLE、朝: 지젤、2000年〈平成12年〉10月30日 - ）は、日本の歌手。韓国の女性アイドルグループ・aespaのメンバーである。SMエンタテインメント所属。本名は、内永 枝利（うちなが えり、韓国名：キム・エリ、朝: 김애리）。

## 来歴

### 生い立ち
2000年10月30日、韓国・ソウル特別市江南区で、日本人の父と韓国人の母との間に生まれる。
学生時代は東京にある「聖心インターナショナルスクール」に通い、合唱部に入っていた。その後、韓国にある「アイドル専門養成所（AJS）」にも2か月ほど通っていた。

### SMエンタ入社
2019年12月、難関とされるSMエンタテインメントの土曜公開オーディションをうけ、NCT 127の「Cherry Bomb」を披露して合格（4回目のオーディションで合格）。これを機にSMエンタテインメントに入社し、練習生としての生活を開始した。入社からわずか3か月でデビュー組と合流し、本格的なトレーニングを積んでいった。

### aespa

#### 2020年 - 2022年
2020年10月26日、SMエンタテインメントの公式SNSアカウント、およびYouTubeチャンネルなどを通じて、新グループの結成を発表。翌日よりメンバーが順に公開され、30日にジゼルが公開された。また11月6日には、3か国語でラップを披露する予告映像がYouTubeチャンネルにて公開された。
2020年11月17日、aespaのメンバーとしてデビュー。ジゼルは、女性としてはSMエンタ初の日本国籍メンバーである。また、練習期間わずか11か月でデビューを果たし、これはaespaのメンバーの中で最も短い期間であり、SM所属の歴代女性アーティストの中でも最短記録である。
2021年10月31日、SMがSMTOWNハロウィーンパーティー「SMTOWN WONDERLAND 2021-Welcome to SM HALLOWEEN HOUSE」を開催。同イベントで、ベストドレッサーに選ばれた。
2021年12月27日、SMTOWNアルバム『2021 Winter SMTOWN : SMCU EXPRESS』に初参加。aespaとしてタイトル曲を歌ったほか、収録曲「ZOO」をNCTのメンバーと歌唱した。
2022年6月、「捨てられた動物の幸せを求める人々（ユヘンサ）」に、1千万ウォンを寄付していたことが明かされた。
2022年12月26日、SMTOWNアルバム『2022 Winter SMTOWN : SMCU PALACE』に参加。aespaとしてタイトル曲を歌ったほか、収録曲「Jet」を他グループのメンバーと歌唱した。

#### 2023年 - 現在
2023年5月22日、個人Instagramアカウントを開設。
2023年6月1日、体調不良により活動休止。同月16日より活動を再開させた。
2023年8月11日、体調不良のため同月11日から13日にアメリカ・サンフランシスコで開催された「Outside Lands Music and Arts Festival」に不参加。
2024年10月9日、aespaのライブで披露したソロ曲「Dopamine」をリリース。
2024年11月22日、健康上の理由で「2024 MAMA AWARDS」の一部スケジュールを欠席すると発表。

## 人物
- 2000年10月30日に韓国のソウル特別市江南区に生まれる。出身地は、東京都世田谷区である。
- 身長は164㎝。血液型はO型。MBTIはINFP。
- 父親が日本人で母親が韓国人の日韓ハーフである。国籍は日本。
- 幼少期から高校卒業までインターナショナルスクールに通っていたため、日本語・韓国語・英語の3か国語を話すことができる[18]。なお、NiziUのリマも同じスクールに通っていたことがあり、以前から接点がある[19][20]。
- チョン・ソミや[21][22]、LE SSERAFIMのユンジンと親交がある。
- ヘアメイクスタッフは、「ジゼルはすっぴんがきれいすぎて、メイクが難しい」と語っている[18]。
- 好きなお菓子はチョコソンイとペペロ。
- やりたいことはイーロンマスクと会うこと。
- ロールモデルは、ミュージシャンのケラーニ[23][24]。

## 作品

### ソロ作品
- 2HOT4U（SYNK : HYPER LINE）[25][注 2]
- Keep Goin'（SYNK : HYPER LINE’ in JAPAN -Special Edition-）[26][注 2]
- Dopamine (GISELLE Solo) -『SYNK : PARALLEL LINE』[16][注 3]

### 参加作品
- ZOO（テヨン、ジェノ、ヘンドリー、ヤンヤン、ジゼル）-『2021 Winter SMTOWN : SMCU EXPRESS』
- Jet（ウニョク、ヒョヨン、テヨン、ジェミン、ソンチャン、ウィンター、ジゼル）-『2022 Winter SMTOWN : SMCU PALACE』[12]
- Lips（赤頬思春期 (Feat.GISELLE)）[27]
- Skrr（HAON (feat.GISELLE)）[28]

## 出演

### ラジオ
- パク・ミョンスのラジオショー（2023年5月、KBSクールFM）[29]
- イ・ウンジの歌謡広場（2024年10月、KBSクールFM）[30]

### 広告
- EITHER& - ブランドミューズ[31]
- ロエベ - アンバサダー[32]
- SENKA（2025年 ）- グローバルアンバサダー[33]

### イベント
| 年   | 開催日   | イベント名                                         | 開催国   | 参考   |
| ---- | -------- | -------------------------------------------------- | -------- | ------ |
| 2022 | 10月1日  | GIVENCHY ファッションウィーク                      | フランス | [ 34 ] |
| 2023 | 9月28日  | Acne Studiosパリファッションウィーク               | フランス |        |
| 2023 | 10月1日  | OTTOLINGERパリファッションウィーク                 | フランス |        |
| 2024 | 3月1日   | 2024秋冬ウィメンズ ランウェイコレクション          | フランス | [ 35 ] |
| 2024 | 11月25日 | 映画「聴説」VIP試写会                              | 日本     | [ 36 ] |
| 2025 | 3月27日  | ロエベ クラフテッド・ワールド展 クラフトが紡ぐ世界 | 日本     | [ 37 ] |